# 碎葉城

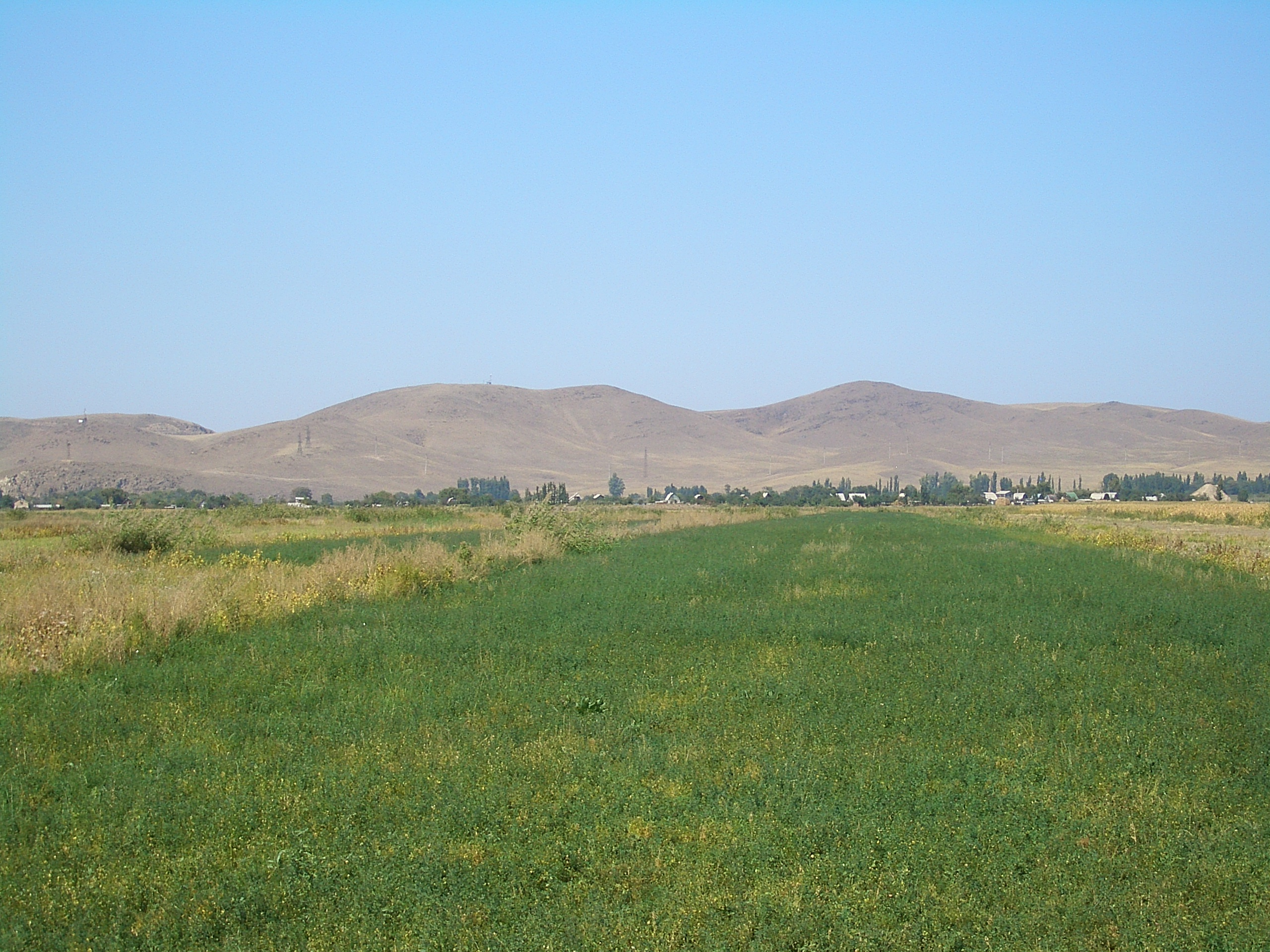
碎叶城遗址

碎葉城（吉爾吉斯語： / Suyab），或譯爲「素葉」、「睢合」，即今阿克·贝希姆遗址(Ak-Beshim)，位於今吉尔吉斯斯坦楚河州托克莫克西南8公里处，楚河南岸。碎叶城的诞生与古老的丝绸之路息息相关。早在5世纪~6世纪，此地便因沿着丝绸之路的粟特商人而兴起。玄奘法师于629年在该地区旅行时也曾记录早期的碎叶城。

## 历史
现存遗迹可追溯至唐高宗調露元年（679年）由唐将王方翼所修筑城池，用以取代焉耆镇，是西域所設之重鎮。此城乃是中國歷代以來，在西部地區設防最遠的一座邊陲城市。碎葉（或焉耆）與龜茲、疏勒、于闐並稱為唐代「安西四鎮」。碎葉城本为西突厥属地，贞观三年（629年），玄奘在素叶水城（碎叶）见西突厥统叶护。玄奘在《大唐西域记》记述：“自凌山行四百余里至大清池……清池西北行五百余里至素叶水城，城周六七里，诸国商胡杂居也。”考古學家們在此城的寺廟廢墟內撿到四枚唐代錢幣，上面有「開元通寶」和「大曆通寶」字樣，由此可見，碎葉在唐代也是座重要的商鎮。尤其自建立安西都护府以来，碎叶城的地位日渐显耀。

## 相关争议
郭沫若等人認為，唐代大詩人李白就出生在碎葉城內一個富商之家。該觀點認為，李白在碎葉一直長到五歲，幼小時，其父就在這裏教他讀司馬相如的辭賦。但也有觀點認為李白出生於四川。